# 熊本県旗
熊本県旗（くまもとけんき）は、日本の都道府県の一つ、熊本県の旗。本項では、旗に図示されている熊本県章（くまもとけんしょう）についても併せて解説する。

## 解説
県章はデザインの一般公募を経て、1966年（昭和41年）3月31日の県告示第210号の6により制定された。片仮名の「ク」を九州の形に見立て、九州の中央に位置する県を内側の円で表している。
県旗は県章制定の同年、7月23日の県告示第491号により制定。海老茶の地色に白抜きの県章を配置している。

### 第15回熊本国体開催時の県旗

第15回熊本国体で使用された県旗

現在の県旗が制定される6年前の1960年（昭和35年）、第15回熊本国体の開催に際して国体実行委員会が国体用県旗を制定した。
噴火する阿蘇山のシルエットをコバルトブルーで描き、熊本藩の初代藩主・加藤清正の蛇の目紋をモチーフに組み合わせた国体の炬火を噴火に重ね合わせたイメージで下3分の1に県名をコバルトブルー地に白抜きの平仮名で書いている。
あくまでも「国体用県旗」のため国体の閉幕後は使用されず、正式な県旗の制定は6年後まで待たなければならなかった。なお、国体実行委員会が国体用県旗と同時に制定した「熊本県民の歌」は現在も県に引き継がれて演奏されている。